# Дорнбург (Гессен)
Дорнбург (нім. Dornburg) — громада в Німеччині, знаходиться в землі Гессен. Підпорядковується адміністративному округу Гіссен. Входить до складу району Лімбург-Вайльбург.
Площа — 33,21 км2. Населення становить 8533 ос. (станом на 31 грудня 2020).